# Księstwo jaworskie
Księstwo jaworskie (łac. Ducatus Iavariensis) – historyczne piastowskie księstwo dzielnicowe na Dolnym Śląsku, powstałe w okresie rozbicia dzielnicowego w Polsce, zlokalizowane w ówczesnym południowo-zachodnim zakątku Polski. Zostało utworzone ok. 1274 przez Bolesława Rogatkę, który wydzielił ze swego księstwa legnickiego najstarszemu synowi Henrykowi Grubemu własną dzielnicę obejmującą takie miasta jak Jawor, Bolków, Kamienna Góra, Lubawka, Lwówek Śląski i Świerzawa. Od 1290 część księstwa świdnicko-jaworskiego, ponownie odrębne księstwo od 1312 do 1346 za panowania Henryka I jaworskiego.

## Historia
W 1277 dzielnica została powiększona o Strzegom. Po śmierci Bolesława Rogatki w 1278 Henryk V przekazał księstwo jaworskie bratu Bolkowi I Srogiemu. Ten zaś ok. 1281 roku wydzielił młodszemu bratu Bernardowi ziemię lwówecką., która w 1286 powróciła do macierzy. W 1289 książę otrzymał od króla czeskiego Wacława II miasto Chełmsko Śląskie. Od tego czasu datuje się wydzielenie granicy pomiędzy Śląskiem a Czechami przebiegającej działem wodnym Odry i Łaby. W 1290 w zamian za a pomoc zbrojna udzieloną Henrykowi V Grubemu w walce o diadem księstwa wrocławskiego Bolko I otrzymał południowe tereny księstwa wrocławskiego, a w szczególności następujące grody: Świdnica, Dzierżoniów, Strzelin, Ziębice i Ząbkowice Śląskie. Od tego to czasu zaczął tytułować się księciem świdnicko-jaworskim.

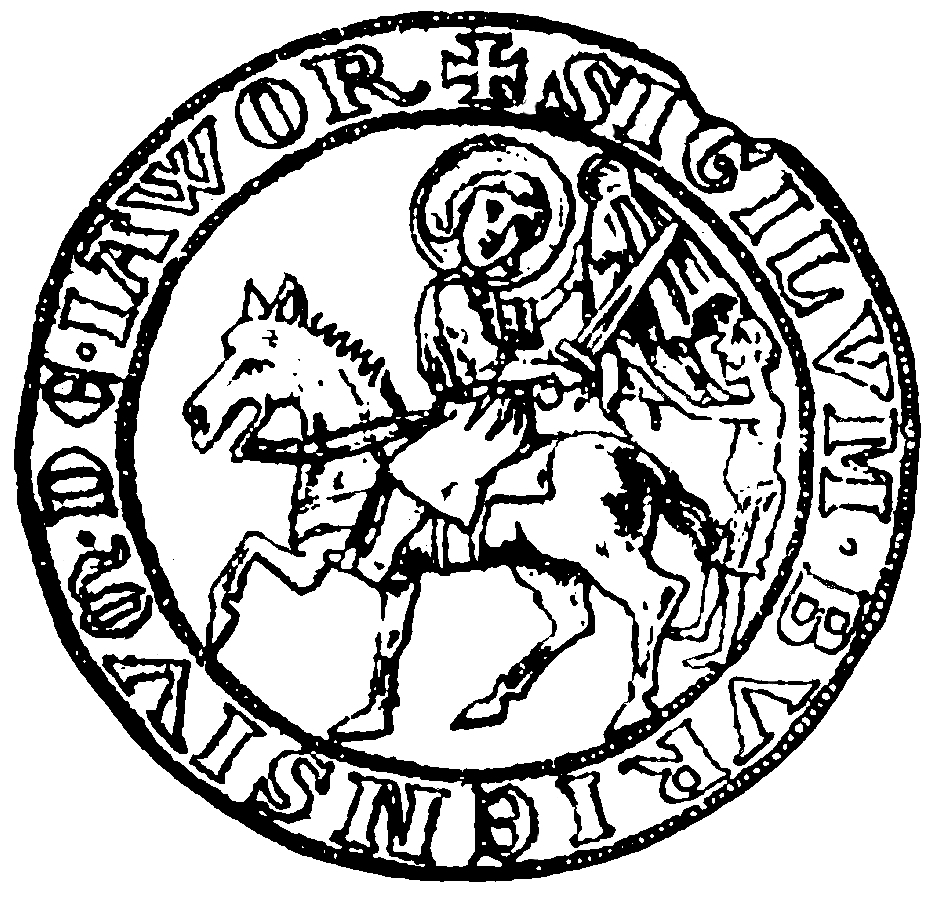
Pieczęć z XII w. z polską nazwą Jawor
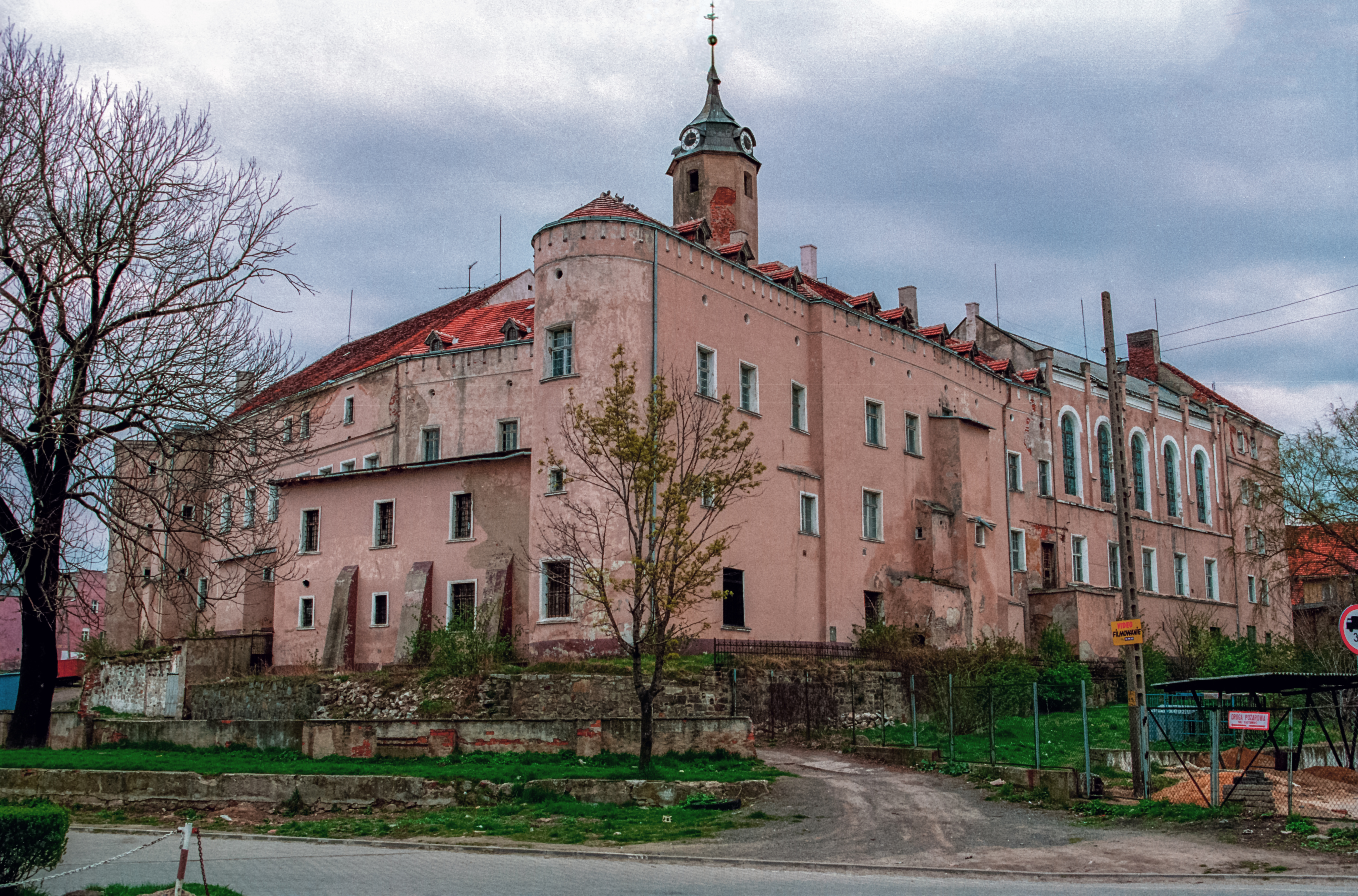
Zamek z XII w. przebudowywany

### II Księstwo jaworskie
9 listopada 1301 umarł Bolko I Srogi, schedę po nim jako bracia niedzielni obejmują jego synowie: Bernard, Bolko oraz Henryk. W 1312 dokonują podziału księstwa świdnicko-jaworskiego w ten sposób, iż Bernard zostaje księciem na Świdnicy, Bolko księciem na Ziębicach a Henryk księciem na Jaworze.
Henryk I jaworski w 1319 poszerzył granice księstwa na zachodzie m.in. o Zgorzelec, Lubań, Żytawę, Przewóz, Trzebiel, Żary, Komorów Zły. Podjął także próby włączenia ziemi lubuskiej oraz południowej części ziemi barnimskiej z miastami Strausberg i Wrzecień. W 1320 przejął część ziemi lubuskiej i związał się sojuszem z księciem wołogoskim Warcisławem IV, jednakże w 1323 utracił region na rzecz brandenburskich Wittelsbachów. Jego pozycja na Łużycach była zagrożona przez Jana Luksemburczyka i Wittelsbachów, a sam król czeski publicznie oskarżył go o próbę zamachu na jego życie. Jego agenci podburzali mieszczan zgorzeleckich przeciwko niemu. Pod silną presją, doszło 3 maja 1329 do zawarcia umowy, na mocy której Henryk zrzekł się Zgorzelca za określoną sumę i dożywotnie posiadanie okręgu Trutnova. Za zachowanie neutralności w wojnie w 1336 otrzymał w lenno księstwo głogowskie. W związku jednak z ujawnieniem obietnicy złożonej przez Jana Luksemburczyka Henrykowi V Żelaznemu dotyczącej przekazaniu w lenno ks. głogowskiego, Henryk przystąpił w 1345 do obozu świdnicko-polskiego. W wyniku wspomnianej już umowy dynastycznej z chwilą śmierci ks. Henryka w 1346, książę świdnicki Bolko II został władcą jego księstwa.
Bolko II Mały zmarł 28 lipca 1368 r. Księstwo świdnicko-jaworskie dostało się jako oprawa wdowia w ręce Agnieszki Habsburskiej. Po jej śmierci w 1392 r. było rządzone przez królewskich starostów.